# Jüdischer Friedhof Marköbel
Der Jüdische Friedhof Marköbel war der Friedhof für die Einwohner jüdischen Glaubens in Marköbel, einem Ortsteil der Gemeinde Hammersbach im Main-Kinzig-Kreis in Hessen. Er bestand seit dem Jahr 1835 und wurde bis 1937 genutzt.

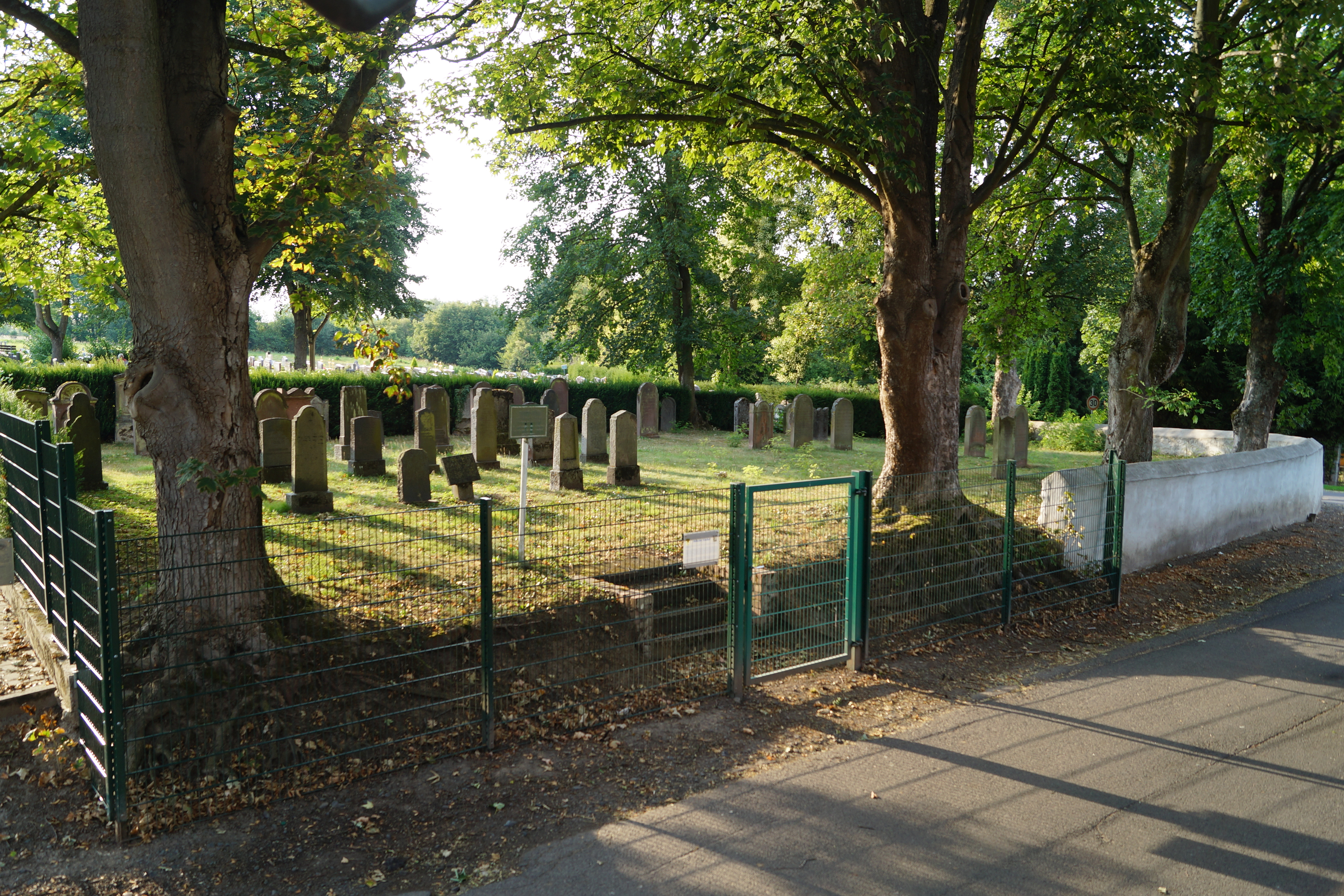
Ansicht von Südosten 2015

## Geografische Lage
Der jüdische Friedhof befindet sich an der Lindenstraße, Ecke Nordstraße nordwestlich des Ortskerns. Er liegt damit zwischen dem alten und dem neuen christlichen Friedhof Marköbels.

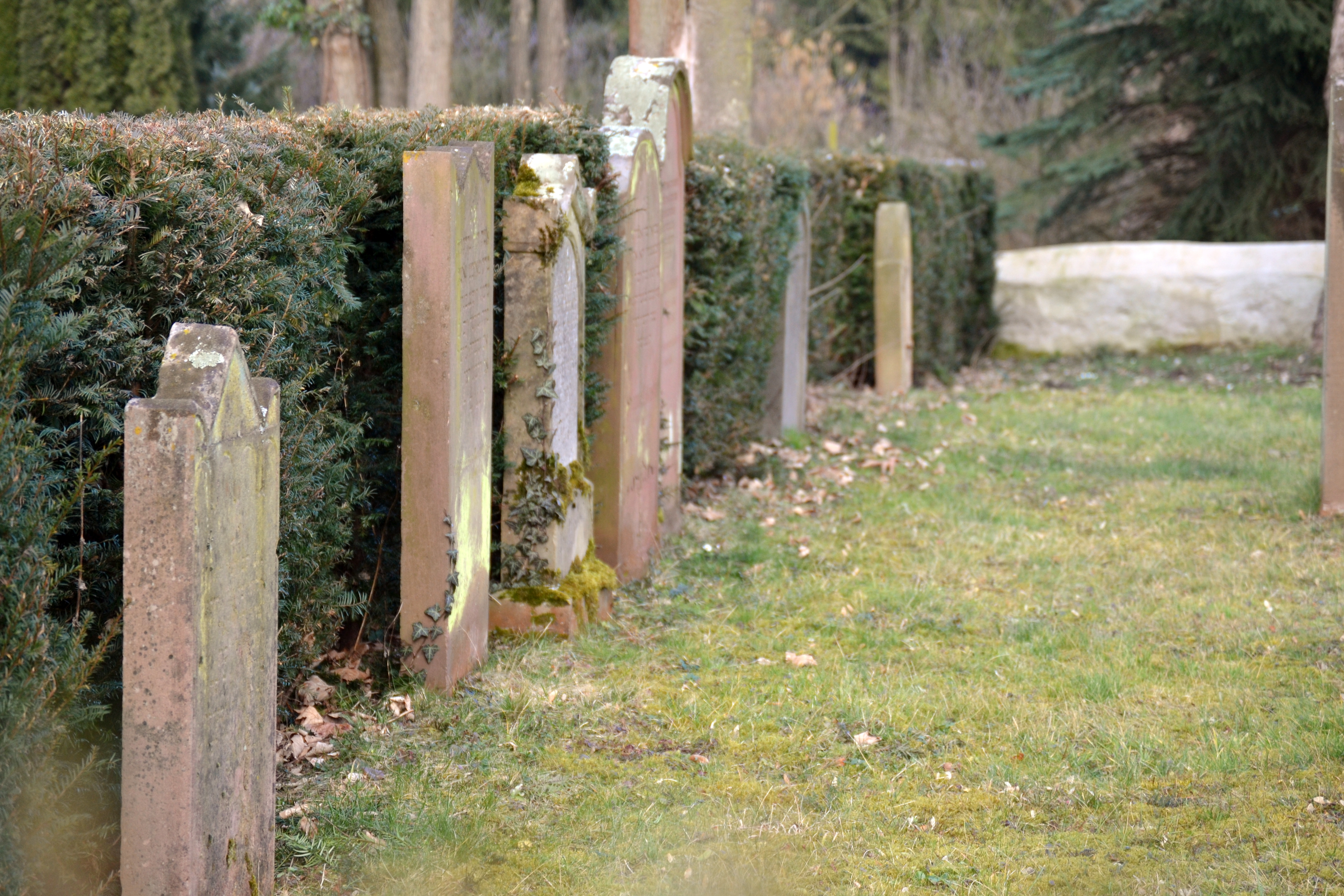
Gräber an der Westseite des Friedhofs

## Geschichte
Jüdische Bewohner Marköbels sind erstmals in den Jahren 1691/92 und 1717 nachgewiesen. 1754 zählte die Gemeinde (zusammen mit dem Weiler Hirzbach) 33 Personen.
Wie in zahlreichen Orten der Grafschaft Hanau-Münzenberg mussten auch die Marköbeler Juden ihre Toten auf dem 1497 eingerichteten Jüdischen Friedhof Windecken bestatten. Hohe Bestattungskosten und praktische Schwierigkeiten bei der Überführung führten dazu, dass die jüdische Gemeinde die Einrichtung eines eigenen Friedhofs anstrebte. Dies gelang 1835 mit dem Erwerb eines Gartengeländes Im großen Burgfeld für zehn Gulden. 1885 wurde der Friedhof erweitert.
Die letzte Bestattung auf dem Friedhof fand 1937 statt. Die unweit des Friedhofs in der Nordstraße 13 gelegene Synagoge wurde im November 1938 vollständig zerstört. Der größte Teil der jüdischen Einwohner war zu dieser Zeit bereits ausgewandert, nach Frankfurt am Main oder anderen Orten verzogen.

## Anlage
Der Friedhof besitzt eine Fläche von 463 m². Es sind noch 49 Grabstätten erhalten. Die Einfriedung besteht im Norden aus einer Bruchsteinmauer, an den anderen Seiten teils aus einer Hecke oder einem Metallzaun. Ein Hinweisschild befindet sich an der Ostseite.